# 옹기 (상나라)
옹기(雍己)는 상나라의 9대 군주이다. 태어날 때의 이름은 자전(子佃) 또는 자주(子伷)이다. 
사마천의 사기에 따르면 형인 태경의 뒤를 이은 상나라의 8대 군주였다. 갑술(甲戌)년에 즉위하였고 박(亳)을 수도로 삼았다. 12년간 통치하였고 옹기라는 시호가 주어졌으며 동생인 태무가 뒤를 이었다. 
은허에서 발굴된 갑골문에 따르면 옹기는 형인 대무(大戊)에 이은 상나라의 8대 군주였고 조카인 중정이 뒤를 이었다고 한다. 